# Höhnhart
Höhnhart je obec v okrese Braunau v rakouské spolkové zemi Horní Rakousy.

## Geografie
Höhnart leží v oblasti Innviertel jihovýchodně od města Braunau am Inn. Přibližně 29 % rozlohy obce tvoří lesy a 63 % zemědělská půda.